# Georges Forestier (professeur de littérature)
Pour les articles homonymes, voir Georges Forestier.
Georges Forestier, né le 13 juin 1951 à Nice et mort le 18 avril 2024 à Paris, est un professeur de littérature et historien du théâtre français. 
De 1995 à 2020, il enseigne l'histoire du théâtre du XVIIe siècle au sein de l'université Paris-Sorbonne, avant de devenir professeur émérite de littérature française à partir de 2020 à la faculté des lettres de Sorbonne Université .
Historien des formes littéraires et, à ce titre, spécialiste de dramaturgie, il a mis au point une méthode particulière d'analyse des textes dramatiques qu'il a nommée « génétique théâtrale », grâce à laquelle il a contribué à renouveler l'approche des grands dramaturges classiques comme Corneille, Racine et Molière.

## Carrière universitaire
Georges Forestier est agrégé de lettres classiques, docteur en littérature française et docteur d'État (HDR).
Il a été assistant à l'université de Coimbra au Portugal, professeur à l'IUFM de Rouen, maître de conférences puis professeur à l'université de Reims Champagne-Ardenne et ensuite à l'université Sorbonne Nouvelle - Paris 3, avant de devenir professeur à l'université Paris-Sorbonne en 1995, devenue au 1er janvier 2018 la faculté des lettres de Sorbonne Université. Il y a dirigé successivement le Centre de recherche sur l'histoire du théâtre (CRHT) et le Centre d'étude de la langue et des littératures françaises (CELLF), une unité mixte de recherche CNRS/Sorbonne Université (UMR 8599),.
En 2011, il devient membre senior, puis membre honoraire à partir de 2016, de l'Institut universitaire de France.
Il fonde en 2017 — et préside à partir de cette date — le Théâtre Molière Sorbonne.

## Travaux et publications
Ses travaux d'édition portent principalement sur Racine et Molière (édition des œuvres complètes dans la Bibliothèque de la Pléiade, avec la collaboration notamment de Claude Bourqui),,, mais aussi, de façon plus générale, sur le théâtre du XVIIe siècle. Ses travaux de recherche incluent une dimension historique. On peut citer parmi ses principaux ouvrages : 
- Le Théâtre dans le théâtre sur la scène française du XVIIe siècle, Genève, Droz, 1981
- Esthétique de l'identité dans le théâtre français (1550-1680) : le déguisement et ses avatars, Genève, Droz, 1988
- Passions tragiques et règles classiques : essai sur la tragédie française, Paris, PUF, 2003

et des travaux sur Pierre Corneille qui font référence, dont :
- Essai de génétique théâtrale : Corneille à l’œuvre, Paris, Klincksieck, 1996[13]
- Corneille : le sens d’une dramaturgie, Paris, SEDES, 1998[14]

Il met (notamment) en valeur l'importance des travaux réflexifs de Corneille (examens, discours) et souligne la construction « à rebours » de ses tragédies,.
De 1995 à 2006, il a consacré de très nombreuses recherches à Jean Racine. Elles ont donné lieu à la publication, en 1999, du tome I des Œuvres complètes de Racine (Théâtre et Poésies) dans la Bibliothèque de la Pléiade (Gallimard) et, en 2006, à celle d'une biographie intitulée Jean Racine dans la collection « Biographies/nrf ».
Depuis le début des années 2000, il consacre l'essentiel de ses recherches à Molière. De 2006 à 2010, il dirige avec Claude Bourqui le Projet « Molière 21 », qui débouche en 2010 sur la création du site Internet Molière21 et sur la publication des Œuvres complètes de Molière dans la Bibliothèque de la Pléiade. En 2011, il crée le site Molière auteur des œuvres de Molière, où il aborde la question de la paternité des œuvres de Molière. Il y explique point par point que la thèse exposée en 1919 par le poète Pierre Louÿs, selon laquelle Corneille aurait écrit les meilleures pièces de Molière, ne repose sur aucun fondement. En octobre 2018, il fait paraître une biographie de Molière, publiée elle aussi dans la collection « Biographies/nrf ».
Georges Forestier a fait de nombreuses interventions radiophoniques, et il est notamment intervenu à l'invitation de France Inter mais aussi de France Culture dans plusieurs émissions pour évoquer ses publications, notamment : 
- en 2006 : Pierre Corneille (1606-1684)
- en 2009 : Les pièces les plus célèbres de Molière : « Le Misanthrope » ou La dialectique de l'être et du paraître
- en 2016 : Jean Racine, le caméléon (1639-1699)
- en 2017 : Molière : dramaturge doublé de comédien

Sur France Inter, il est notamment intervenu dans La Marche de l'histoire de Jean Lebrun pour la semaine Molière.

### Le Tartuffeen trois actes
En 2010, Georges Forestier réalise une adaptation en trois actes du Tartuffe d'après la pièce en cinq actes, afin de proposer ce qui lui semble être la version la plus proche possible du premier état de la comédie interdite par Louis XIV en mai 1664. Cette adaptation est jouée en 2011 par les élèves de la classe Théâtre du lycée Montaigne, sous la direction d'Isabelle Grellet et, à nouveau, en 2017-2018 par la troupe du Théâtre Molière Sorbonne créée par Georges Forestier pour cette occasion, toujours dans une mise en scène d'Isabelle Grellet.
Le texte est également repris en 2019-2020 par Nicolas Hocquenghem, notamment au Théâtre Antoine Vitez - scène d’Ivry. Pour celui-ci, « le texte de Le Tartuffe ou l'hypocrite de 1664, dans la première version écrite par Molière, […] est plus dense, plus compact, sans concessions : comme une sublime provocation. C'est pour cela que j'ai retenu cette version quasi inédite, avec l'accord bienveillant de Georges Forestier qui l'a reconstruite. »
L'adaptation de Forestier est publiée sous le titre Le Tartuffe ou l'hypocrite en 2021 aux éditions Portaparole, et c'est elle qui, pour l'année 2022, est choisie par la troupe de la Comédie-Française,, pour célébrer le 400e anniversaire de la naissance de Molière. La première a lieu le 15 janvier 2022, date d'anniversaire du baptême de Molière, dans une mise en scène d'Ivo van Hove.
En octobre 2022, Georges Forestier et le professeur de lettres Isabelle Grellet attaquent en justice la Comédie-Française et réclament des droits d’auteur pour ce Tartuffe, au motif qu’ils en seraient des coauteurs-adaptateurs et que leur travail d'adaptation n'aurait pas été reconnu. Le 27 mars 2024, le tribunal donne raison à la Comédie-Française. Selon le tribunal, les plaignants « ne peu[ven]t prétendre à la protection de la pièce Le Tartuffe ou l'hypocrite par le droit d'auteur ».

## Méthodologie
Pour Georges Forestier, la mission principale des études littéraires consiste à se détacher de l'attitude normale du lecteur ou du spectateur (ressentir des émotions, et se livrer à des interprétations) pour tenter de pénétrer dans l'atelier de l'écrivain afin d'essayer de comprendre comment l'œuvre se fait et quel a pu être le cheminement de son auteur.
Selon lui, Corneille, par exemple, identifie dans un récit ancien non pas un ensemble d’éléments, mais un seul élément fondamental — le dénouement, qui est en même temps le sujet de l’œuvre — à partir duquel il reconstruit à rebours un enchaînement de causes et d’effets. Il montre que si les tragédies de Corneille prennent souvent beaucoup de libertés avec leurs sources historiques, c’est à cause de ce principe de composition régressive : en ne retenant que le dénouement, elles reconstruisent à rebours à partir de lui une intrigue qui obéit à ses lois propres de cohérence et qui, partant, peut être parfaitement imaginaire.
Toujours selon Forestier, Molière, de son côté, se sert, pour construire ses pièces, de canevas préexistants dans la culture populaire tels que des fabliaux du Moyen Âge, ou des pièces de la commedia dell'arte. Il met ensuite en place des intrigues périphériques et adapte la pièce aux desiderata du roi, tout en cherchant à répondre aux critiques et aux risques de censure.

## Œuvres

### Ouvrages de recherche
- Le Théâtre dans le théâtre sur la scène française du XVIIe siècle, Genève, Droz, 1981, 385 p.[26] ; 2e éd. Droz, 1996
- Esthétique de l'identité dans le théâtre français (1550-1680) : le déguisement et ses avatars, Genève, Droz, 1988, 670 p.[27]
- Essai de génétique théâtrale : Corneille à l'œuvre, Paris, Klincksieck, coll. « Esthétique », 1996, 396 p. ; 2e éd. Genève, Droz, 2004
- Corneille : le sens d’une dramaturgie, Paris, SEDES, 1998, 138 p.
- Passions tragiques et règles classiques : essai sur la tragédie française, Paris, PUF, 2003, 370 p. ; nouvelle éd. revue La Tragédie française : passions tragiques et règles classiques, Paris, Armand Colin, coll. « U », 2010
- Jean Racine, Paris, Gallimard, coll. « NRF Biographies », 2006, 940 p.  (ISBN 2-07-075529-0)
- Molière, Gallimard, coll. « NRF Biographies », 2018, 541 p. Prix Château de Versailles du livre d'histoire le 22 mai 2019.
Grand prix de la biographie décerné par l'Académie française le 20 juin 2019.

### Ouvrages de synthèse
- Molière, Paris, Bordas, coll. « En toutes lettres », 1990, 192 p.
- Introduction à l'analyse des textes classiques : éléments de rhétorique et de poétique du XVIIe siècle, Paris, Nathan, coll. « 128 », 1993, 128 p.
- Molière, le mystère et le complot, Hermann, 2023.

### Éditions critiques
- Brosse, Les Songes des hommes esveillez, comédie (1646), éd. critique, Paris, Société des Textes français modernes, 1984, 228 p.
- Boyer, Oropaste ou Le faux Tonaxare, tragédie, éd. critique en collab. avec Chr. Delmas, Genève, Droz, coll. « Textes littéraires français », 1990, 213 p.
- Corneille, Le Cid, éd. critique des textes de 1637 et de 1660, Paris, Société des Textes français modernes, 1992, 224 p.
- Racine, Œuvres complètes. 1 : Théâtre et poésies, Paris, Gallimard, coll. « Bibliothèque de la Pléiade », 1999.
- Georges Forestier et Claude Bourqui, Molière : Œuvres complètes, t. 1, Paris, Gallimard, coll. « Bibliothèque de la Pléiade », 2010, 1 728 (ISBN 9782070117413, présentation en ligne)
- Georges Forestier et Claude Bourqui, Molière : Œuvres complètes, t. 2, Paris, Gallimard, coll. « Bibliothèque de la Pléiade », 2010, 1 792 (ISBN 9782070117420, présentation en ligne)

### Adaptation originale
- Molière, Le Tartuffe ou l'hypocrite, comédie en trois actes restituée par Georges Forestier, Arles, éditions Portaparole, 2021, 120 p.

### Ouvrage grand public
- Molière, la musique d'une vie, Gallimard, 2024.